# Нікольське (Добринський район)
Нікольське (рос. Никольское) — село у Добринському районі Липецької області Російської Федерації.
Населення становить 30 осіб. Належить до муніципального утворення Хворостянська сільрада.

## Історія
З 13 червня 1934 до 1954 року у складі Воронезької області. Відтак входить до складу Липецької області.
Згідно із законом від 23 вересня 2004 року № 126-ОЗ органом місцевого самоврядування є Хворостянська сільрада.

## Населення
| 1895 | 1914 | 2010 |
| ---- | ---- | ---- |
| 625  | ↗803 | ↘30  |